# 루치야 자니노비치
루치야 자니노비치(크로아티아어: Lucija Zaninović, 1987년 6월 26일 ~ )는 크로아티아의 태권도 선수이다.

## 같이 보기
- 올림픽 태권도 메달리스트 목록